# Idioma mazandaraní
El idioma mazandaraní o tabarí (también conocido como Mazenik o Tabersi) es una lengua irania de la rama noroccidental. Es hablada principalmente en las provincias iranias de Mazandarán y Golestán, y es mutuamente ininteligible con respecto al persa.
- Datos: Q13356
- Multimedia: Mazandarani language / Q13356